# Ashley Holzer
Ashley Holzer, z domu Nicoll, nosiła także nazwisko Munro (ur. 10 października 1963 w Toronto) – kanadyjska i amerykańska jeźdźczyni sportowa pochodzenia kanadyjskiego. Brązowa medalistka olimpijska z XXIV Letnich Igrzysk Olimpijskich w Seulu. Obywatelstwo Stanów Zjednoczonych uzyskała w 2009 roku.

## Kariera sportowa
Ashley Nicoll dołączyła do narodowej drużyny jeździeckiej Kanady w połowie lat 80. XX wieku i była członkiem delegacji kanadyjskiej na Letnie Igrzyska Olimpijskie w 1988 roku, gdzie wraz z Evą-Marią Pracht, Cynthią Neale-Ishoy i Giną Smith zdobyła brązowy medal w ujeżdżeniu drużynowym i 16. miejsce indywidualnie. Kolejny międzynarodowy sukces odniosła na XI Igrzyskach Panamerykańskich w 1991 roku, gdzie rywalizując jako Ashley Munro, zdobyła złoto w zawodach drużynowych ujeżdżaniu razem z Giną Smith, Leslie Reid i Lorraine Stubbs) oraz srebro w zawodach indywidualnych. Po długiej nieobecności wróciła jako Ashley Holzer na Światowe Igrzyska Jeździeckie w 2002 roku i była stałym członkiem zespołu kanadyjskiego, dopóki nie przeniosła się do drużyny Stanów Zjednoczonych w 2017 roku.